# Titternes
Titternes est une localité du comté de Nordland, en Norvège.

## Géographie
Administrativement, Titternes fait partie de la kommune de Dønna.